# 2187 La Silla
La Silla (asteróide 2187) é um asteróide da cintura principal, a 2,2400728 UA. Possui uma excentricidade de 0,1172223 e um período orbital de 1 476,42 dias (4,04 anos).
La Silla tem uma velocidade orbital média de 18,69766397 km/s e uma inclinação de 13,2451º.
Esse asteróide foi descoberto em 24 de Outubro de 1976 por Richard West.